# Etmopterus virens
El tiburón linterna verde (Etmopterus virens) es una especie de pez de la familia Dalatiidae en el orden de los Squaliformes.

## Morfología
Los machos pueden alcanzar 23 cm de longitud total.

## Reproducción y alimentación
Es ovovivíparo. Su dieta se basa en calamares y pulpos.

## Hábitat
Es un pez de mar y de aguas profundas que vive entre 100-1.000 m de profundidad.

## Distribución geográfica
Habita en el Océano Atlántico, concretamente en la zona del Mar Caribe. Se le puede encontrar desde Texas hasta Florida y Cuba, incluyendo la Península de Yucatán, al norte del Golfo de México y en Honduras, Nicaragua, Panamá y menormente en las costas de Surinam y Venezuela.